# Heinrich Gerlach (Admiral)

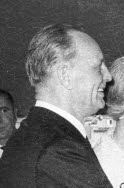
Heinrich Gerlach (1966)

Christian Heinrich Karl Wilhelm Ernst Gerlach (* 31. August 1906 in Wismar; † 27. Juni 1988 in Hannover) war ein deutscher Marineoffizier, zuletzt Vizeadmiral der Bundesmarine und von 1963 bis 1966 Befehlshaber der Flotte.

## Reichsmarine und Kriegsmarine
Gerlach, Sohn eines Studienrats, trat nach dem Besuch des Gymnasiums am 1. April 1925 in die Reichsmarine ein. Nach der Beförderung zum Leutnant zur See am 1. April 1929 wurde er als Wachoffizier auf den Leichten Kreuzer Karlsruhe versetzt und diente anschließend als Kompanieoffizier bei der III. Marineartillerieabteilung in Swinemünde. Am 1. Oktober 1932 wurde er zum Oberleutnant zur See befördert. Nach verschiedenen Verwendungen an Land und auf Torpedobooten wurde Gerlach am 1. Juli 1935 in der nunmehrigen Kriegsmarine zum Kapitänleutnant ernannt und als Kadettenausbildungsoffizier auf dem Linienschiff Schlesien eingesetzt.
Nach der Ausbildung zum Admiralstabsoffizier 1937–38 wurde Gerlach 2. Admiralstabsoffizier beim Führer der Torpedoboote. Ab dem 1. November 1939 übte er die gleiche Funktion im Stab des Führers der Zerstörer aus. In der Schlacht um Narvik wurde er am 10. April 1940 schwer verwundet. Von November 1940 bis Juli 1941 kommandierte er den Zerstörer Z 25. Anschließend wurde er in die Operationsabteilung der Seekriegsleitung versetzt und dort am 1. August 1943 zum Fregattenkapitän befördert. Von Januar bis Oktober 1944 hatte er das Kommando über den Zerstörer Z 28 inne. Für die erbrachten Verdienste wurde ihm am 8. November 1944 das Deutsche Kreuz in Gold verliehen. Von November 1944, ab 1. Dezember 1944 als Kapitän zur See, war er bis April 1945 Chef der wieder gebildeten 8. Zerstörerflottille „Narvik“. Kurz vor Kriegsende wurde er vom neuen Oberbefehlshaber der Marine Hans-Georg von Friedeburg zum Chef des Stabes ernannt. Im Mai 1945 geriet er in Flensburg (vermutlich im dortigen Sonderbereich Mürwik) in britische Kriegsgefangenschaft, aus der er am 27. April 1946 entlassen wurde.

## Nachkriegszeit
In britischer Kriegsgefangenschaft wurde Gerlach von der britischen Marine mit der Aufgabe eines Chefs des Stabes der Deutschen Minenräumleitung betraut, die er bis zum 15. März 1946 ausübte. Nach seiner Entlassung betrieb Gerlach theologische und germanistische Studien. Seit 1949 arbeitete er als nautischer Sachverständiger einer Versicherungsgesellschaft in Hamburg. 1952 trat Gerlach als Marineexperte in das Amt Blank ein. Bis 1954 war er beim EVG-Interimsausschuss in Paris tätig.

## Bundesmarine
In der neu gegründeten Bundesmarine erhielt Gerlach 1955 den neuen Dienstgrad Flottillenadmiral. Von Dezember 1955 bis Juni 1957 war er Leiter der Unterabteilung B Organisation im Führungsstab der Marine und wurde anschließend zum Befehlshaber der Seestreitkräfte der Ostsee ernannt. Im Jahr 1961 wechselte er zur Führungsakademie der Bundeswehr nach Hamburg. 1963 wurde Gerlach zum Konteradmiral befördert und zum Befehlshaber der Flotte ernannt. Im Range eines Vizeadmirals ging er 1966 in den Ruhestand.

## Haltung zur Republik
Gerlach hat insbesondere zu Beginn der Nachkriegsjahre Ansichten vertreten, die kaum mit der parlamentarischen Demokratie in Einklang standen. In einer Denkschrift von 1951 hat er die Demokratie kritisiert und dem Führerstaat hinterhergetrauert. Er bekannte im Nachhinein, dass er damals gegen „diesen Staat und die Demokratie“ gestanden habe, weil die ehemaligen Offiziere noch unversorgt und ohne Schutz gewesen seien. Nunmehr habe sich seine Stellungnahme aber grundlegend geändert.

## Privates
Gerlach war verheiratet und hatte vier Kinder.

## Auszeichnungen
- Deutsches Kreuz in Gold (8. November 1944)
- Großoffizierkreuz des Orden Georgs I. (1956)
- Großes Verdienstkreuz mit Stern des Verdienstordens der Bundesrepublik Deutschland